# Mistrovství světa ve fotbale žen do 17 let 2012
Mistrovství světa ve fotbale žen do 17 let 2012 bylo třetím ročníkem tohoto turnaje. Vítězem se stala francouzská ženská fotbalová reprezentace do 17 let.

## Kvalifikované týmy
| Konfederace | Kvalifikační turnaj                                     | Kvalifikováni               |
| ----------- | ------------------------------------------------------- | --------------------------- |
| AFC         | Mistrovství Asie ve fotbale do 16 let žen 2011          | Čína Japonsko Severní Korea |
| CAF         | Mistrovství Afriky ve fotbale do 17 let žen 2012        | Gambie Ghana Nigérie        |
| CONCACAF    | Mistrovství ve fotbale zemí CONCACAF do 17 let žen 2012 | Kanada Mexiko USA           |
| CONMEBOL    | Mistrovství Jižní Ameriky ve fotbale žen do 17 let 2012 | Brazílie Kolumbie Uruguay   |
| OFC         | Mistrovství Oceánie ve fotbale žen do 17 let 2012       | Nový Zéland                 |
| UEFA        | Mistrovství Evropy ve fotbale žen do 17 let 2012        | Francie Německo             |
| Hostitel    | Hostitel                                                | Ázerbájdžán                 |

## Základní skupiny
| Vysvětlivky                    |
| ------------------------------ |
| Tým postupující do čtvrtfinále |

### Skupina A
| Tým         | Z | V | R | P | VG | IG | +/- | B |
| ----------- | - | - | - | - | -- | -- | --- | - |
| Nigérie     | 3 | 2 | 1 | 0 | 15 | 1  | +14 | 7 |
| Kanada      | 3 | 2 | 1 | 0 | 3  | 1  | +2  | 7 |
| Kolumbie    | 3 | 1 | 0 | 2 | 4  | 4  | 0   | 3 |
| Ázerbájdžán | 3 | 0 | 0 | 3 | 0  | 16 | −16 | 0 |

| 22. září 2012 17:00 |        |        |                                                                                 |
| Nigérie             | 1:1    | Kanada | Tofiq Bahramov Stadium, Baku diváci: 30 250 rozhodčí: Kateryna Monzul (Ukraine) |
|                     | Report |        | Tofiq Bahramov Stadium, Baku diváci: 30 250 rozhodčí: Kateryna Monzul (Ukraine) |

| 22. září 2012 20:00 |        |          |                                                                             |
| Ázerbájdžán         | 0:4    | Kolumbie | Tofiq Bahramov Stadium, Baku diváci: 30 250 rozhodčí: Etsuko Fukano (Japan) |
|                     | Report |          | Tofiq Bahramov Stadium, Baku diváci: 30 250 rozhodčí: Etsuko Fukano (Japan) |

| 25. září 2012 14:00 |        |        |                                                                     |
| Kolumbie            | 0:1    | Kanada | Shafa Stadium, Baku diváci: 4 729 rozhodčí: Carina Vitulano (Italy) |
|                     | Report |        | Shafa Stadium, Baku diváci: 4 729 rozhodčí: Carina Vitulano (Italy) |

| 25. září 2012 17:00 |        |         |                                                                                    |
| Ázerbájdžán         | 0:11   | Nigérie | Lankaran City Stadium, Lankaran diváci: 10 827 rozhodčí: Alondra Arellano (Mexico) |
|                     | Report |         | Lankaran City Stadium, Lankaran diváci: 10 827 rozhodčí: Alondra Arellano (Mexico) |

| 29. září 2012 20:00 |        |             |                                                                       |
| Kanada              | 1:0    | Ázerbájdžán | Dalga Arena, Baku diváci: 5 000 rozhodčí: Claudia Umpierrez (Uruguay) |
|                     | Report |             | Dalga Arena, Baku diváci: 5 000 rozhodčí: Claudia Umpierrez (Uruguay) |

| 29. září 2012 20:00 |        |         |                                                                        |
| Kolumbie            | 0:3    | Nigérie | Bayil Stadium, Baku diváci: 2 500 rozhodčí: Cardella Samuels (Jamaica) |
|                     | Report |         | Bayil Stadium, Baku diváci: 2 500 rozhodčí: Cardella Samuels (Jamaica) |

### Skupina B
| Tým           | Z | V | R | P | VG | IG | +/- | B |
| ------------- | - | - | - | - | -- | -- | --- | - |
| Severní Korea | 3 | 1 | 2 | 0 | 13 | 2  | +11 | 5 |
| Francie       | 3 | 1 | 2 | 0 | 11 | 3  | +8  | 5 |
| USA           | 3 | 1 | 2 | 0 | 7  | 1  | +6  | 5 |
| Gambie        | 3 | 0 | 0 | 3 | 2  | 27 | −25 | 0 |

| 22. září 2012 13:00 |        |        |                                                                                         |
| Severní Korea       | 11:0   | Gambie | Eighth Kilometer District Stadium, Baku diváci: 9 000 rozhodčí: Carina Vitulano (Italy) |
|                     | Report |        | Eighth Kilometer District Stadium, Baku diváci: 9 000 rozhodčí: Carina Vitulano (Italy) |

| 22. září 2012 15:00 |        |     |                                                                                     |
| Francie             | 0:0    | USA | Lankaran City Stadium, Lankaran diváci: 8 100 rozhodčí: Claudia Umpierrez (Uruguay) |
|                     | Report |     | Lankaran City Stadium, Lankaran diváci: 8 100 rozhodčí: Claudia Umpierrez (Uruguay) |

| 25. září 2012 14:00 |        |               |                                                                         |
| Francie             | 1:1    | Severní Korea | Dalga Arena, Baku diváci: 4 200 rozhodčí: Gillian Martindale (Barbados) |
|                     | Report |               | Dalga Arena, Baku diváci: 4 200 rozhodčí: Gillian Martindale (Barbados) |

| 25. září 2012 17:00 |        |        |                                                                 |
| USA                 | 6:0    | Gambie | Dalga Arena, Baku diváci: 4 200 rozhodčí: Etsuko Fukano (Japan) |
|                     | Report |        | Dalga Arena, Baku diváci: 4 200 rozhodčí: Etsuko Fukano (Japan) |

| 29. září 2012 17:00 |        |         |                                                                  |
| Gambie              | 2:10   | Francie | Dalga Arena, Baku diváci: 5 000 rozhodčí: Finau Vulivuli (Fidži) |
|                     | Report |         | Dalga Arena, Baku diváci: 5 000 rozhodčí: Finau Vulivuli (Fidži) |

| 29. září 2012 17:00 |        |               |                                                                       |
| USA                 | 1:1    | Severní Korea | Bayil Stadium, Baku diváci: 2 500 rozhodčí: Katalin Kulcsár (Hungary) |
|                     | Report |               | Bayil Stadium, Baku diváci: 2 500 rozhodčí: Katalin Kulcsár (Hungary) |

### Skupina C
| Tým         | Z | V | R | P | VG | IG | +/- | B |
| ----------- | - | - | - | - | -- | -- | --- | - |
| Japonsko    | 3 | 3 | 0 | 0 | 17 | 0  | +17 | 9 |
| Brazílie    | 3 | 2 | 0 | 1 | 5  | 8  | −3  | 6 |
| Mexiko      | 3 | 1 | 0 | 2 | 1  | 10 | −9  | 3 |
| Nový Zéland | 3 | 0 | 0 | 3 | 3  | 8  | −5  | 0 |

| 23. září 2012 15:00 |        |             |                                                                            |
| Mexiko              | 1:0    | Nový Zéland | Bayil Stadium, Baku diváci: 1 900 rozhodčí: Jana Adámková (Czech Republic) |
|                     | Report |             | Bayil Stadium, Baku diváci: 1 900 rozhodčí: Jana Adámková (Czech Republic) |

| 23. září 2012 18:00 |        |          |                                                                       |
| Brazílie            | 0:5    | Japonsko | Bayil Stadium, Baku diváci: 1 900 rozhodčí: Katalin Kulcsár (Hungary) |
|                     | Report |          | Bayil Stadium, Baku diváci: 1 900 rozhodčí: Katalin Kulcsár (Hungary) |

| 26. září 2012 17:00 |        |          |                                                                                           |
| Mexiko              | 0:1    | Brazílie | Eighth Kilometer District Stadium, Baku diváci: 7 000 rozhodčí: Kateryna Monzul (Ukraine) |
|                     | Report |          | Eighth Kilometer District Stadium, Baku diváci: 7 000 rozhodčí: Kateryna Monzul (Ukraine) |

| 26. září 2012 20:00 |        |          |                                                                                            |
| Nový Zéland         | 0:3    | Japonsko | Eighth Kilometer District Stadium, Baku diváci: 7 000 rozhodčí: Cardella Samuels (Jamaica) |
|                     | Report |          | Eighth Kilometer District Stadium, Baku diváci: 7 000 rozhodčí: Cardella Samuels (Jamaica) |

| 30. září 2012 14:00 |        |        |                                                                    |
| Japonsko            | 9:0    | Mexiko | Shafa Stadium, Baku diváci: 3 000 rozhodčí: Morag Pirie (Scotland) |
|                     | Report |        | Shafa Stadium, Baku diváci: 3 000 rozhodčí: Morag Pirie (Scotland) |

| 30. září 2012 14:00 |        |          |                                                                                           |
| Nový Zéland         | 3:4    | Brazílie | Eighth Kilometer District Stadium, Baku diváci: 8 857 rozhodčí: Ri Hyang-Ok (North Korea) |
|                     | Report |          | Eighth Kilometer District Stadium, Baku diváci: 8 857 rozhodčí: Ri Hyang-Ok (North Korea) |

### Skupina D
| Tým     | Z | V | R | P | VG | IG | +/- | B |
| ------- | - | - | - | - | -- | -- | --- | - |
| Německo | 3 | 2 | 1 | 0 | 8  | 4  | +4  | 7 |
| Ghana   | 3 | 2 | 0 | 1 | 8  | 2  | +6  | 6 |
| Čína    | 3 | 1 | 1 | 1 | 5  | 3  | +2  | 4 |
| Uruguay | 3 | 0 | 0 | 3 | 2  | 14 | −12 | 0 |

| 23. září 2012 15:00 |        |         |                                                                     |
| Ghana               | 1:2    | Německo | Dalga Arena, Baku diváci: 3 000 rozhodčí: Alondra Arellano (Mexico) |
|                     | Report |         | Dalga Arena, Baku diváci: 3 000 rozhodčí: Alondra Arellano (Mexico) |

| 23. září 2012 18:00 |        |      |                                                                  |
| Uruguay             | 0:4    | Čína | Dalga Arena, Baku diváci: 3 000 rozhodčí: Morag Pirie (Scotland) |
|                     | Report |      | Dalga Arena, Baku diváci: 3 000 rozhodčí: Morag Pirie (Scotland) |

| 26. září 2012 17:00 |        |       |                                                                       |
| Uruguay             | 0:5    | Ghana | Bayil Stadium, Baku diváci: 2 600 rozhodčí: Ri Hyang-Ok (North Korea) |
|                     | Report |       | Bayil Stadium, Baku diváci: 2 600 rozhodčí: Ri Hyang-Ok (North Korea) |

| 26. září 2012 20:00 |        |         |                                                                   |
| Čína                | 1:1    | Německo | Bayil Stadium, Baku diváci: 2 600 rozhodčí: Aissata Amegee (Togo) |
|                     | Report |         | Bayil Stadium, Baku diváci: 2 600 rozhodčí: Aissata Amegee (Togo) |

| 30. září 2012 17:00 |        |         |                                                                                       |
| Německo             | 5:2    | Uruguay | Lankaran City Stadium, Lankaran diváci: 8 610 rozhodčí: Gillian Martindale (Barbados) |
|                     | Report |         | Lankaran City Stadium, Lankaran diváci: 8 610 rozhodčí: Gillian Martindale (Barbados) |

| 30. září 2012 17:00 |        |       |                                                                                                |
| Čína                | 0:2    | Ghana | Eighth Kilometer District Stadium, Baku diváci: 8 857 rozhodčí: Jana Adámková (Czech Republic) |
|                     | Report |       | Eighth Kilometer District Stadium, Baku diváci: 8 857 rozhodčí: Jana Adámková (Czech Republic) |

## Play off

### Čtvrtfinále
| 4. října 2012 17:00 |        |        |                                                                                        |
| Severní Korea       | 2:1    | Kanada | Eighth Kilometer District Stadium, Baku diváci: 6 852 rozhodčí: Morag Pirie (Scotland) |
|                     | Report |        | Eighth Kilometer District Stadium, Baku diváci: 6 852 rozhodčí: Morag Pirie (Scotland) |

| 4. října 2012 20:00 |        |         |                                                                                           |
| Nigérie             | 0:0    | Francie | Eighth Kilometer District Stadium, Baku diváci: 6 852 rozhodčí: Ri Hyang-Ok (North Korea) |
|                     | Report |         | Eighth Kilometer District Stadium, Baku diváci: 6 852 rozhodčí: Ri Hyang-Ok (North Korea) |

| 5. října 2012 17:00 |        |          |                                                                                           |
| Německo             | 2:1    | Brazílie | Eighth Kilometer District Stadium, Baku diváci: 2 762 rozhodčí: Alondra Arellano (Mexico) |
|                     | Report |          | Eighth Kilometer District Stadium, Baku diváci: 2 762 rozhodčí: Alondra Arellano (Mexico) |

| 5. října 2012 20:00 |        |       |                                                                                           |
| Japonsko            | 0:1    | Ghana | Eighth Kilometer District Stadium, Baku diváci: 2 762 rozhodčí: Kateryna Monzul (Ukraine) |
|                     | Report |       | Eighth Kilometer District Stadium, Baku diváci: 2 762 rozhodčí: Kateryna Monzul (Ukraine) |

### Semifinále
| 9. října 2012 17:00 |        |       |                                                                                            |
| Francie             | 2:0    | Ghana | Eighth Kilometer District Stadium, Baku diváci: 4 651 rozhodčí: Cardella Samuels (Jamaica) |
|                     | Report |       | Eighth Kilometer District Stadium, Baku diváci: 4 651 rozhodčí: Cardella Samuels (Jamaica) |

| 9. října 2012 20:00 |        |         |                                                                                             |
| Severní Korea       | 2:1    | Německo | Eighth Kilometer District Stadium, Baku diváci: 4 651 rozhodčí: Claudia Umpierrez (Uruguay) |
|                     | Report |         | Eighth Kilometer District Stadium, Baku diváci: 4 651 rozhodčí: Claudia Umpierrez (Uruguay) |

### O 3. místo
| 13. října 2012 17:00 |        |         |                                                                                      |
| Ghana                | 1:0    | Německo | Tofiq Bahramov Stadium, Baku diváci: 27 128 rozhodčí: Jana Adámková (Czech Republic) |
|                      | Report |         | Tofiq Bahramov Stadium, Baku diváci: 27 128 rozhodčí: Jana Adámková (Czech Republic) |

### Finále
| 13. října 2012 20:00 |                |               |                                                                               |
| Francie              | 1:1 (7:6 pen.) | Severní Korea | Tofiq Bahramov Stadium, Baku diváci: 27 128 rozhodčí: Carina Vitulano (Italy) |
|                      | Report         |               | Tofiq Bahramov Stadium, Baku diváci: 27 128 rozhodčí: Carina Vitulano (Italy) |